# Vuelo 181 de EgyptAir
El Vuelo 181 EgyptAir  (MS181 / MSR181) fue un vuelo regular de pasajeros doméstico, que partió de Alejandría hacia El Cairo en Egipto. El 29 de marzo de 2016, el Airbus A320 que recorría esta ruta fue secuestrado por Seif Eldin Mustafa y desviado hacia el Aeropuerto Internacional de Lárnaca, en Chipre. Poco después del aterrizaje, la mayoría de los pasajeros y la tripulación fueron liberados por el captor, quién afirmaba llevar un cinturón de explosivos. Mustafa se entregó siete horas más tarde, sin que nadie resultara herido en el incidente. Se confirmó más tarde que el explosivo era falso.

## Secuestro
El vuelo 181 despegó del Aeropuerto de Borg El Arab, de Alejandría, a las 6:38 a. m. hora local (GMT + 2) por un corto vuelo a Aeropuerto Internacional de El Cairo, llevando a 56 pasajeros más los 7 tripulantes. Después del despegue, el piloto fue informado de que un pasajero, que afirma llevar un cinturón explosivo, exigió que el avión cambie de dirección hacia Chipre. El avión aterrizó sin problemas en el Aeropuerto Internacional de Lárnaca, en Chipre, a las 08:46 a. m. hora local (GMT +3), y se detuvo en una zona de aparcamiento a distancia. A continuación, el aeropuerto estaba cerrado a todo el tráfico entrante y saliente.
Un pasajero informó que, durante el trayecto, los asistentes de vuelo recogieron los pasaportes de los pasajeros, lo que es inusual para un vuelo de alcance nacional. El avión luego comenzó ganando altura, y se anunció que se estaban desviando a Lárnaca.
El secuestrador inicialmente fue liberando a la mayor parte de los pasajeros, con cuatro tripulantes y tres extranjeros que permanecían en la aeronave. Él exigió ver a su esposa y se asiló en Chipre. También fue fotografiada la entrega, a través de una carta de cuatro páginas, según los informes, dirigida a su esposa.
Medios estatales chipriotas dijeron que el secuestrador quería la liberación de mujeres presas en Egipto, y, de acuerdo con funcionarios egipcios, también había estado pidiendo hablar con funcionarios de la Unión Europea.
Las siete personas retenidas salieron más tarde del avión a través de las escaleras y un miembro de la tripulación bajó por una ventana de la cabina. A las 2:41 p. m. hora local, el Ministerio de Asuntos Exteriores chipriota, mediante Twitter, confirmó que el secuestro había terminado y que el secuestrador había sido detenido. Todos los pasajeros del avión resultaron ilesos. En un tuit anterior, el Ministerio reveló el nombre del secuestrador, Seif Eldin Mustafa, de nacionalidad egipcia.
Más tarde ese día, las fotos del secuestrador que lo presentan con los otros pasajeros del vuelo apareció en Internet. En una imagen, un pasajero se ve sonriente al lado de Mustafa, cuyo cinturón explosivo falso era visible debajo de su abrigo.
Como resultado de los problemas de seguridad, los funcionarios en el aeropuerto internacional de El Cairo retrasaron la salida de un vuelo con destino al Aeropuerto Internacional John F. Kennedy, en Nueva York.

## Detalles de la aeronave
La aeronave tenía 12 años desde que fue fabricada. Se trataba de un Airbus A320-200, registrada como SU-GCB, MSN 2079. Su primer vuelo fue el 8 de julio de 2003, y fue entregado a EgyptAir el 31 de octubre del mismo año.